# Gerlachius lissus
Gerlachius lissus är en rundmaskart. Gerlachius lissus ingår i släktet Gerlachius, och familjen Meyliidae. Arten är reproducerande i Sverige.